# Campionato sudamericano femminile di pallavolo 1956
Il II campionato sudamericano femminile di pallavolo si è svolto nel 1956 a Montevideo, in Uruguay. Al torneo hanno partecipato 4 squadre nazionali sudamericane e la vittoria finale è andata per la seconda volta consecutiva al Brasile.

## Squadre partecipanti
| - Brasile - Paraguay - Perù - Uruguay |

## Classifica finale
| Classifica | Squadre  |
| ---------- | -------- |
|            | Brasile  |
|            | Uruguay  |
|            | Perù     |
| 4          | Paraguay |